# Cantigas de Santa Maria
Cantigas de Santa Maria čili Písně o Panně Marii byly sepsány galicijsky na kastilském královském dvoře ve druhé polovině 13. století jako soubor vyprávění o zázracích vykonaných titulní světicí. Mezi sbírkami mariánských miráklů z oné doby jsou nejobsáhlejší a jedinečně působí i v jiných ohledech. Záznamy zázraku z celé Evropy a blízkého okolí jsou tu zhudebněny do podoby písní s refrénem a vloženy do úst krále Alfonse X. Učeného.